# Abrota ganga
Abrota ganga es una especie de  mariposa de la familia Nymphalidae,  subfamilia Limenitidinae, tribu Adoliadini.

## Subespecies
- Abrota ganga ganga (Moore, 1857)
- Abrota ganga formosana (Fruhstorfer)

## Localización
Esta especie y subespecies de mariposa, se encuentran distribuidas en el sudeste de Asia y Australasia. 